# 矢印
矢印（やじるし、英語:arrow、アロー）は、主に方向を指し示すのに使われる記号。代表的なものに←、↑、→、↓があり、それぞれ左、上、右、下を表す。

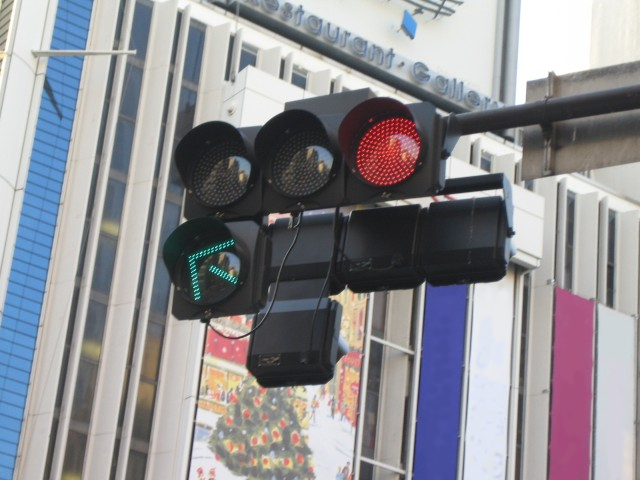
日本の信号機で使われている緑色左上の矢印。車両が左前方向に進めることを示す。

矢印という名前は読んで字のごとく、矢を表している。これは矢の、一度特定の方向に放たれたら地面に落ちるまで真っ直ぐに進む性質を想起させるため、世界中で一般的に使われている。

## 矢印の種類

### 方向
矢印は普通特定の一方向を表すが、ある方向とその反対の方向の両方を表す双方向の矢印も存在する。これは具体的な方向を示す場合よりは対象物・概念どうしの関係性を示す場合によく使われる。また、数学などでは図で、「ここからここまでの距離」という意味で使われる事もある。双方向の矢印には、1本の矢印で示すもの（↔↕）や、2本の矢印がセットになったもの（⇄⇆⇅⇵）がある。
矢印は二次元で方向を表現しているため、左右や上下を示す場合は分かりやすい。一方で前後を表す場合は工夫が必要なことがあり、例えば道路標識では前方を示す場合はそのまま上向きにしているが、後方を示す場合は矢印を逆U字に曲げた表記が用いられる。

### 書き方
矢印は、シャフト（箆）となる線分の終点にアローヘッド（鏃、矢尻）を付けた形である。
アローヘッドは、「∧」形あるいは「▲」が一般的だが、二等辺三角形、凹四角形、Λ形の半分だけ、逆ハート型なども使われる。三角形の場合、黒（▲）と白抜き（△）がある。白抜きの場合、シャフトがアローヘッドを突き抜ける場合と、突き抜けずに底辺から伸びる場合がある。
シャフトには、通常のもの（→）のほか、ダブルトラック（⇒）、トリプルトラック（⇛）、白抜き（⇨）、点線（⇢）などがある。シャフトの始点に小さな黒丸、短い横棒などのテールをつけることがある。矢印の前後間を表す目的などでシャフトを曲げて表記することも多い。
一方指示マーク（☜☝☞☟）や、アローヘッドのみ（▲、Λなど）を矢印の意味で使用することがある。
多くの場合は矢印の形状によって意味が変わることはないが、ソフトウェア工学のUMLのような形状によって意味の異なる例も存在する。同じ意味を示す矢印でも、国や地域によってフォルムが変わることもある。

## 用途

### 進行方向や目的物の方向の指示
道路標識では矢印そのものが意味をなしている（進行できる方向やカーブの形状など）。一方で、施設や設備などの対象物への方向を案内したい場合は矢印と一緒に対象物（記号など）を併記することで案内することもある。
羅針盤でのN極の示す方向から、矢印の先を北の方向として示す用途もある。

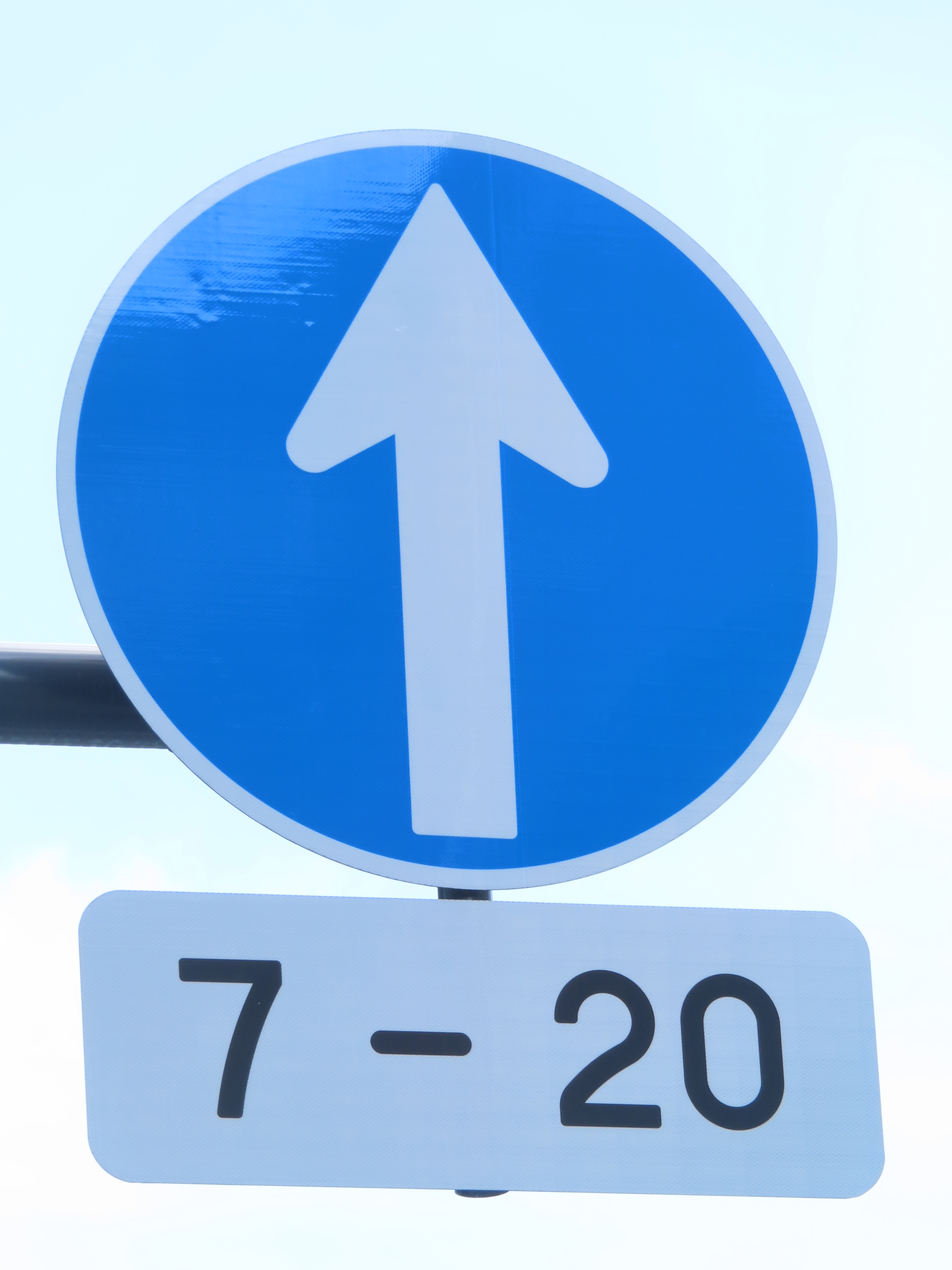
写真の標識は矢印の向きで進行できる方向を指し示している
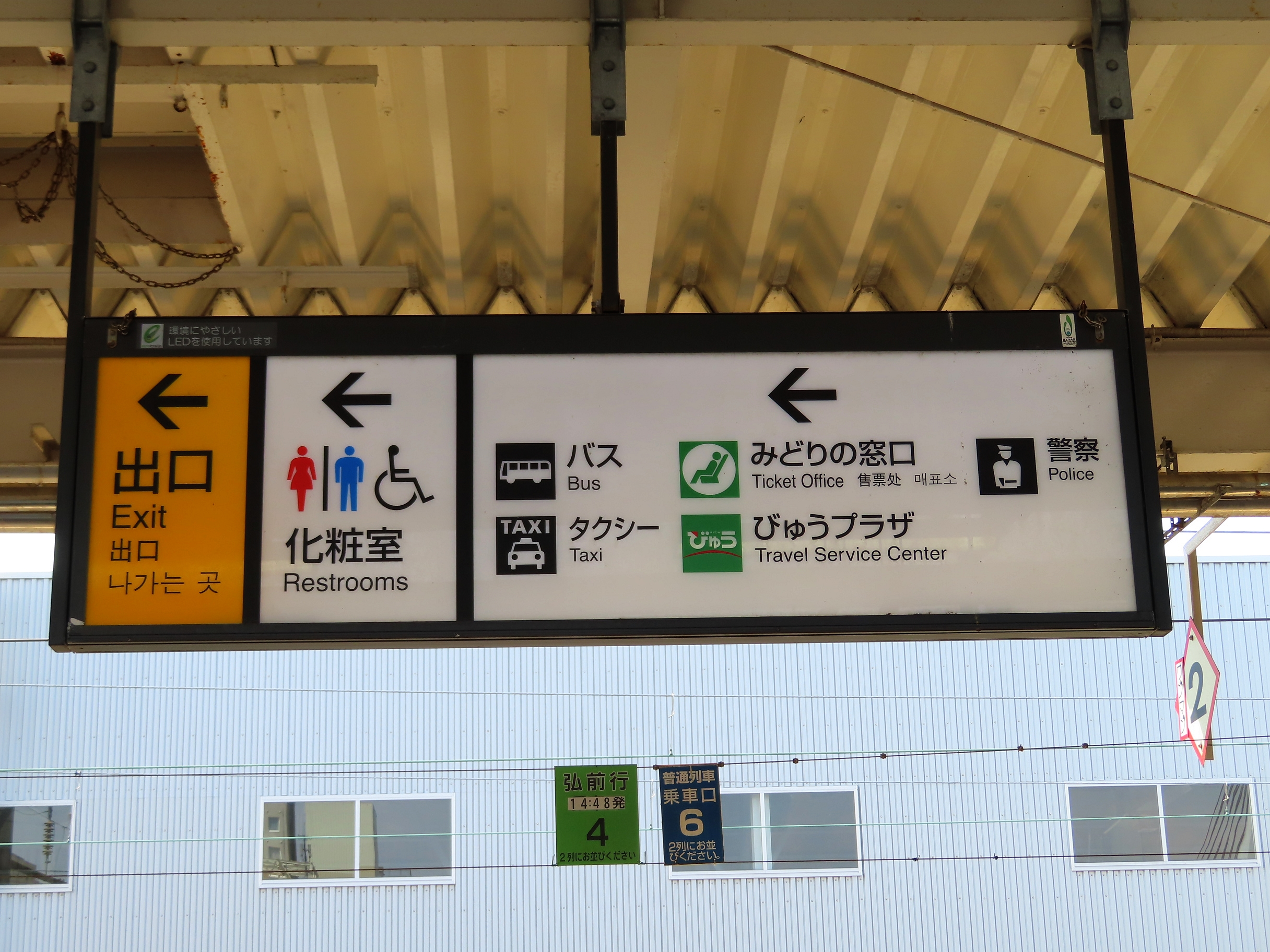
矢印と記号・文字を併記することで対象物の方向を指し示した案内板

### 数学
- ベクトル
  - 図表で使う。矢印の長さと向きで、ベクトルの大きさと向きを表す。
  - 変数記号の上に→を付けてベクトル変数であることを示す。ただし、矢印の代わりにボールドを使うことが多い。例: {\displaystyle {\vec {a}}}
  - →を上に付けた行ベクトルと↓を右に付けた列ベクトルを区別することもある。例: {\displaystyle {\vec {a}},a_{\downarrow }}。
  - 点を表す2つの記号の上に書き、その2点間のベクトルを表す。例: {\displaystyle {\overrightarrow {bc}}}。
- 上に付けた↔はテンソル（あまり一般的ではない）
- →は極限
- ↑はクヌースの矢印表記、→はコンウェイのチェーン表記。
- 論理演算で、⇒・→は論理包含（ならば）、⇔・↔は同値 (IFF)、↓・⩛は否定論理和 (NOR)、↑・⩚は否定論理積 (NAND)
- ⇔は合同
- ⤅・⤇は写像、⤖はbijective写像（全単射 (bijection) とは別）

### コンピュータ
- マウスカーソルなど、ポインティングデバイスのポインタ。矢印の先端が位置を表す。典型的には左上向き白抜き矢印（⬁）。
- 抽象アルゴリズムやいくつかのプログラミング言語で←は代入。C言語の=、Pascalの:=に当たる。
- いくつかのプログラミング言語で↑は冪乗
- Z言語では、→はtotal function、↔はrelationなど、多くの矢印が使われる。
- APLでは、←はベクトル（配列）の代入、↓はベクトルの第1要素のドロップなど、多くの矢印が使われる。
- コンピュータ用キーボードのキートップや印刷物での入力指示で、↑↓→←はカーソルキー、⇧はシフト、⇪・⇬はCaps、⇫はレベル2ロック、⇭はNum、⇮はレベル3セレクト、⇯はレベル3ロック、⇰はグループロック、↸・⇱はHome、⇲はEnd、⇳はスクロール、↵・⏎（リターン記号）はリターンキー。ISO/IEC 9995-7（英語版）で定義されているものもある。
- ↡は改ページ、↴は改行、↵は改行または復帰
- ⇞は次ページ、⇟は前ページ
- ⇤は左タブ、⇥は右タブ（ふつうのタブ）

#### UML
- UMLでは図の種類や形状で意味が異なる。
  - クラス図とパッケージ図では、実線のシャフトと「△」で示される矢印は汎化を表す。破線のシャフトと「△」で示す矢印は実現を表す。実線のシャフトと「∧」で示す矢印は関連を表す。破線のシャフトと「∧」で示す矢印は依存を表す。
  - アクティビティ図では、実線のシャフトと「∧」で示す矢印はコントロールフローを表す。破線のシャフトと「∧」で示す矢印はオブジェクトフローを表す。
  - ステートマシン図(en:UML state machine)では、実線のシャフトと「∧」で示す矢印は状態の遷移を表す。
  - シーケンス図とコミュニケーション図（英語版）では、実線のシャフトと「▲」で示す矢印は同期メッセージ、実線のシャフトと「∧」で示す矢印は非同期メッセージを表す。破線のシャフトと「∧」で示す矢印は応答メッセージを表す。

### 言語学、文学、作品
- 若者などを中心に約物として長音符（ー）の代わりに用いることがある。例: 「超」を「ちょ→」。⤴で浮かれた口調、⤵で沈んだ口調を表すこともあり、これらは長音符を使わない場面でも使われる。
- IPAでは、↑は呼気（wikt:呼気）、↓は吸気、 ͍（文字の下の↔）はlabial spreading、 ͎（文字の下の↑）はwhisled articulation
- 話し手と聞き手の関係を矢印を用いて表すことがある。（A→Bは、Aが話し手でBが聞き手）
- 一部の画像・映像作品においては、矢印が男性器を暗喩することがある。

### 理化学
- 化学反応式で→は不可逆反応。↔は可逆反応。
- 化学反応式で↑は気体発生、↓は析出物質。（例） Zn+2HCl→H2↑+ZnCl2↓
- 回路図で↗は可変（可変抵抗、可変コンデンサなど）
- ↯は電気分解
- 国際天気図記号で⚡︎は雷光、☈は雷鳴、↔は細氷

### その他
- 時刻表で⇂は列車の進む向き
- 占星術で♐は人馬宮（いて座）、♂は火星
- ♲・♺などのリサイクルマークは、3つの循環する矢印で構成されている。

## 矢印の代用
ASCIIに矢印は含まれていないため、ASCII環境ではアローヘッドを模した^（サーカムフレックス） v（ブイ） < >（不等号）で代用されることがある。横向き矢印は<- ->で表されることもある。
いくつかのマークアップ言語では、^と_（アンダースコア）で上付き・下付き文字を表す。これは、ASCIIの初期のバージョンには↑と↓が含まれていて、現在のASCIIでそのコードポイントが^と_になっていることに由来する。
C言語では、->はアロー演算子と呼ばれ、ポインタが指す構造体のメンバを表す。また、<<と>>はビットシフトを表す。C++では<<と>>はストリーム入出力も表す。

## 矢印の文字コード一覧
日本語の文字コードを定めたJIS X 0213に規定されている矢印類の記号と、対応するコードおよび名称を示す。（デフォルトではJIS X 0213コード順）
| 記号 | Unicode | JIS X 0213 | 文字参照                | 名称                                                              |
| ---- | ------- | ---------- | ----------------------- | ----------------------------------------------------------------- |
| →    | U+2192  | 1-2-10     | &rarr; &#x2192; &#8594; | 右向矢印 RIGHTWARDS ARROW                                         |
| ←    | U+2190  | 1-2-11     | &larr; &#x2190; &#8592; | 左向矢印 LEFTWARDS ARROW                                          |
| ↑    | U+2191  | 1-2-12     | &uarr; &#x2191; &#8593; | 上向矢印 UPWARDS ARROW                                            |
| ↓    | U+2193  | 1-2-13     | &darr; &#x2193; &#8595; | 下向矢印 DOWNWARDS ARROW                                          |
| ⇒    | U+21D2  | 1-2-45     | &rArr; &#x21D2; &#8658; | ならば(合意) RIGHTWARDS DOUBLE ARROW                              |
| ⇔    | U+21D4  | 1-2-46     | &hArr; &#x21D4; &#8660; | 同値 LEFT RIGHT DOUBLE ARROW                                      |
| ↔    | U+2194  | 1-2-81     | &harr; &#x2194; &#8596; | 同等 LEFT RIGHT ARROW                                             |
| ↗    | U+2197  | 1-3-5      | &#x2197; &#8599;        | 右上向矢印 NORTH EAST ARROW                                       |
| ↘    | U+2198  | 1-3-6      | &#x2198; &#8600;        | 右下向矢印 SOUTH EAST ARROW                                       |
| ↖    | U+2196  | 1-3-7      | &#x2196; &#8598;        | 左上向矢印 NORTH WEST ARROW                                       |
| ↙    | U+2199  | 1-3-8      | &#x2199; &#8601;        | 左下向矢印 SOUTH WEST ARROW                                       |
| ⇄    | U+21C4  | 1-3-9      | &#x21C4; &#8644;        | 右矢印左矢印 RIGHTWARDS ARROW OVER LEFTWARDS ARROW                |
| ⇨    | U+21E8  | 1-3-10     | &#x21E8; &#8680;        | 右向白矢印 RIGHTWARDS THICK ARROW                                 |
| ⇦    | U+21E6  | 1-3-11     | &#x21E6; &#8678;        | 左向白矢印 LEFTWARDS THICK ARROW                                  |
| ⇧    | U+21E7  | 1-3-12     | &#x21E7; &#8679;        | 上向白矢印 UPWARDS THICK ARROW                                    |
| ⇩    | U+21E9  | 1-3-13     | &#x21E9; &#8681;        | 下向白矢印 DOWNWARDS THICK ARROW                                  |
| ⤴    | U+2934  | 1-3-14     | &#x2934; &#10548;       | 曲がり矢印上がる ARROW POINTING RIGHTWARDS THEN CURVING UPWARDS   |
| ⤵    | U+2935  | 1-3-15     | &#x2935; &#10549;       | 曲がり矢印下がる ARROW POINTING RIGHTWARDS THEN CURVING DOWNWARDS |
| ⏎    | U+23CE  | 1-7-94     | &#x23CE; &#9166;        | リターン記号                                                      |

## 歴史
矢印は人類が狩猟で弓矢を開発したのと同時に生まれたと考えられる。旧石器時代の洞窟には動物などの絵とともに矢印と思われるものが数多く残っていた。